# Tylwyth Teg
Tylwyth Teg (walisisch für „Die schöne Familie“, „Die schönen Vorfahren“), auch Bendith y Mamau (kymr.: „Verzauberung/Verhexung/Segen der Mütter“) ist in der keltischen Mythologie von Wales der gebräuchliche Name für die fairies, leprechauns oder Kobolde.

## Mythologie
Die Tylwyth Teg werden als ätherische, schöne und blondhaarige Wesen beschrieben, wohlwollend, aber unfugstiftend, weder gut noch böse. Sie leben in Hügeln, Festungen oder verfallenen Schlössern, wo sie Festgelage veranstalten. In den Hügeln tanzen und singen sie auf eine unwiderstehliche Art, mit der sie Menschen anlocken und in ihre Gewalt bringen, entsprechend dem weit verbreiteten Sagenmotiv der Bergentrückung.
An ihren Wohnplätzen gelten sie als Beschützer und Beherrscher des Ortes, in manchem vergleichbar mit den griechischen Nymphen, den nordischen Nornen oder den irischen Sidhe. Einer dieser Plätze ist der Llyn y Fan Fach („See am kleinen Signalfeuerhügel“) in den Black Mountains (Carmarthenshire), wo die Sage von der „Lady of Llyn y Fan Fach“ spielt, einer Angehörigen der Tylwyth Teg. Vom selben Ort stammt auch die Überlieferung der 500 Jahre lang bestehenden Dynastie der Ärzte von Myddfai, die ihr Wissen von den Elfen dieses Sees bezogen haben sollen.
Die Tylwyth Teg haben eigene Wanderpfade durch das Land, die zu betreten für Sterbliche tödlich sein kann. Manchmal tauschen sie schöne Menschenbabies gegen Wechselbälge aus. Eisen fürchten und meiden sie, so dass zur Abwehr den Kleinkindern ein Schürhaken über die Wiege gehängt wird. Als ihr König wird manchmal Gwynn fab Nudd  genannt. Die weiblichen Wesen tragen den Namen Jili Ffrwtan, sie werden als stolz, aber schnell verliebt in Menschen geschildert (wie in der erwähnten Sage von der „Lady of Llyn y Fan Fach“).